# Santa Eugenia de Asma
Asma (llamada oficialmente Santa Uxía de Asma) es una parroquia española del municipio de Chantada, en la provincia de Lugo, Galicia.

## Otras denominaciones
La parroquia también es conocida por los nombres de Santa Eugenia de Asma  y Santa Euxenia de Asma.

## Organización territorial
La parroquia está formada por nueve entidades de población:

### Entidades de población
Entidades de población que forman parte de la parroquia:
- Aspai
- Campo da Vila (O Campo da Vila)
- Cuqueira (A Cuqueira)
- Derramán
- Outeiro
- Santa Uxía
- Sitiós

### Despoblados
Despoblados que forman parte de la parroquia:
- A Eirexe
- Ludeiro

## Demografía
| Gráfica de evolución demográfica de Asma entre 2000 y 2019 |
|                                                            |
| Datos según el nomenclátor publicado por el INE.           |